# Takako Iida
Pour les articles homonymes, voir Iida (homonymie).
Takako Iida (飯田高子, Iida Takako), née le 3 février 1946 à Yatomi (Japon), est une joueuse de volley-ball japonaise.

## Biographie
Takako Iida fait partie de la sélection nationale japonaise sacrée championne olympique aux Jeux d'été de 1976 à Montréal et médaillée d'argent aux Jeux d'été de 1972 à Munich.

## Palmarès
- Jeux olympiques (1)
  - Vainqueur : 1976
  - Finaliste : 1972

- Championnat du monde (1)
  - Vainqueur : 1974
  - Finaliste : 1970

- Coupe du monde 
  - Finaliste : 1973